# Síndrome de la tríada de la atleta femenina
La tríada de atleta femenina es un síndrome que combina tres diferentes desórdenes que comúnmente afectan a atletas femeninas:  
- Osteoporosis
- Desórdenes alimenticios
- Amenorrea.[1][2]